# Jimmy Bullard
James Richard "Jimmy" Bullard, född 23 oktober 1978 i Newham, East London, är en engelsk före detta fotbollsspelare som spelade som central mittfältare.
Bullard har en tysk mormor och var därför valbar till det tyska fotbollslandslaget. Han valde dock att spela för England, och blev i augusti 2008 uttagen till VM-kvalmatcherna mot Andorra och Kroatien i september. 